# Phare de Reykjanestá
Ne doit pas être confondu avec Phare de Reykjanes.
Le phare de Reykjanestá (en islandais : Reykjanes, aukaviti) est situé au sud de la Reykjanesskagi, à l'ouest de Grindavík, dans la région de Suðurnes.